# Pierre de Saint-Mart
 (août 2015).
Si vous disposez d'ouvrages ou d'articles de référence ou si vous connaissez des sites web de qualité traitant du thème abordé ici, merci de compléter l'article en donnant les références utiles à sa vérifiabilité et en les liant à la section « Notes et références ».
Pierre de Saint-Mart est un haut fonctionnaire français, né le 12 juillet 1885 à Verdun (Meuse) et mort le 16 septembre 1965 à Paris. Il est compagnon de la Libération.
Il est gouverneur de l'Oubangui-Chari de 1939 à 1942, puis gouverneur général de Madagascar du 3 mai 1943 au 27 mars 1946.

## Décorations
Il est titulaire des décorations suivantes :
- Commandeur de la Légion d'honneur
- Compagnon de la Libération par décret du 2 septembre 1942
- Médaille coloniale (A.E.F.)
- Ordre de l'Empire britannique à titre militaire (Commandeur) (GB)
- Grand officier de l'ordre du Christ (Portugal)